# Задники
Задники (словен. Zadniki) су насељено место у општини Рибница, регија Југоисточна Словенија, Словенија.

## Историја
До територијалне реорганизације у Словенији били су у саставу старе општине Рибница.

## Становништво
У попису становништва из 2011. године, Задники су имали 14 становника.
| Број становника према пописима | Број становника према пописима | Број становника према пописима |
| ------------------------------ | ------------------------------ | ------------------------------ |
| 1991                           | 2002                           | 2011                           |
| 24                             | 14                             | 14                             |